# フレディ・ムーラー
フレディ・ムーラー（Fredi Murer、あるいはフレディ・M・ムーラー、Fredi M. Murer、本名Alfred Melchior Murer、1940年10月1日 ベッケンリード - ）は、スイスの映画監督である。「ヌーヴォー・シネマ・スイス」のキーパーソンのひとりであり、『山の焚火』の監督として知られる。

## 来歴・人物
1940年10月1日、スイスのドイツ語圏の山岳地帯、ニトヴァルデン準州ベッケンリードに生まれる。6人の子どもたちの末っ子として、ウーリ州の州都アルトドルフで育ち、両親はその後そこに定住した。1959年、チューリッヒの美術学校に入学する。
ヴォー州ローザンヌでの「スイス博（Expo64）」での共同作業ののち、シネアストとして活動をすることになる。1965年、『パシフィック』が第一回スイス映画祭で上映される。また翌1966年には短篇『チコレ』が。オーバーハウゼン国際短編映画祭（International Short Film Festival Oberhausen）で国際賞を受賞。1960年代末、イギリス・ロンドンで教鞭をとる。『エイリアン』（1979年）で有名になる以前の画家H・R・ギーガーとの交流から、2本の映画を撮る。
イギリスから戻り、最初の長篇ドキュメンタリーとして山の農民に捧げられた作品『われら山人』（1974年）を監督する。アメリカに滞在し、つづいて現代の都市生活での実存的不安を懐疑したフィクション劇映画『灰色の領域』（1978年）を撮った。1985年には、ギリシア悲劇的アクセントをもつ山岳住民の近親相姦を描いた『山の焚火』で真のインパクトを生み出し、ロカルノ国際映画祭のグランプリである金豹賞を受賞した。
2004年から自らの製作会社「FMMフィルム」での製作を始める。
2006年、『僕のピアノコンチェルト』を監督、非常に多くの国際的な賞を受賞した。日本では、同作が2007年晩秋に公開の予定であるが、かつて『山の焚火』公開時に、東京のアテネフランセ文化センターでそれまでの全作品が特集上映されている。おなじドイツ語圏のダニエル・シュミット、フランス語圏のアラン・タネール、クロード・ゴレッタ、ミシェル・ステーとならんで、1960年代末に巻き起こった「ヌーヴォー・シネマ・スイス」の重要人物である。

## フィルモグラフィー
- マルセル Marcel　8ミリ短篇　1962年
- パシフィック Pacifique - Ou les bienheureux　ドキュメンタリー　1965年　※第一回スイス映画祭上映
- シルヴァン Sylvan　1965年
- チコレ Chicorée　短篇　1966年　※オーバーハウゼン国際短編映画祭国際賞受賞
- ベルンハルト・ルーギンビュール Bernhard Luginbühl　ドキュメンタリー　1966年
- High and Heimkiller　短篇　1967年　共同監督H・R・ギーガー
- 2069 2069　オムニバスSwiss Madeの一篇　1968年　参加監督イヴ・イェルサンほか
- サッド・イズ・フィクション Sad is fiction　ドキュメンタリー　1969年
- 盲目の男のヴィジョン Vision of a blind man　ドキュメンタリー　1969年
- H.R.ギーガーのパッサーゲン Passagen　テレビドキュメンタリー映画　1972年　出演H・R・ギーガー
- クリストファーとアレクサンダー Christopher und Alexander　ドキュメンタリー　1972年
- われら山人 Wir Bergler in den Bergen sind eigentlich nicht schuld, daß wir da sind　ドキュメンタリー　1975年　製作ネモ・フィルム　※ロカルノ国際映画祭国際批評家賞
- 灰色の領域 Grauzone（Zone grise）　1979年
- 山の焚火 L'Âme-soeur (Höhenfeuer)　1985年　撮影ピオ・コラーディ　※ロカルノ国際映画祭金豹賞
- Sehen mit anderen Augen　1987年
- デ・ジャ・ヴュ Jenatsch　1987年　出演　監督ダニエル・シュミット
- 緑の山 Der Grüne Berg　ドキュメンタリー　1990年　監督・脚本・製作・編集　共同脚本ピエール・ボスト、ベルトラン・タヴェルニエ、共同製作・撮影ピオ・コラーディ
- Die verborgene Fiktion im Dokumentarfilm　オムニバスLe film du cinéma suisseの一篇　1991年
- 最後通告 Full Moon (Vollmond)　1998年　撮影ピオ・コラーディ　※モントリオール世界映画祭最優秀作品賞
- Downtown Switzerland　ドキュメンタリー　2004年　監督・脚本・製作　撮影ピオ・コラーディ
- 僕のピアノコンチェルト Vitus　2006年　撮影ピオ・コラーディ、出演ブルーノ・ガンツ　※アカデミー賞外国語映画部門スイス公式出品、第56回ベルリン国際映画祭特別上映、2007年スイス映画賞最優秀作品賞受賞

## 関連文献
- SWISS FILMS Portraits - 英語
- SWISS FILMS Director's Portrait - 英語
- フレディ・ムーラーの著作およびフレディ・ムーラーを主題とする文献 - ドイツ国立図書館の蔵書目録（ドイツ語）より。